# Завод азотних добрив у Горакхпурі
Завод азотних добрив у Горакхпурі – підприємство хімічної промисловості на крайньому сході індійського штату Уттар-Прадеш. 
В 1968 році на майданчику в Горакхпурі ввели в дію виробництво аміаку продуктивністю 340 тон на добу, сировиною для якого була суміш легких вуглеводнів – naphtha (також відома як цінна сировина для установок парового крекінгу). В подальшому аміак перетворювали на сечовину. Первісна річна потужність заводу становила 180 тисяч тон цього добрива, а в 1975-му була збільшена до 314 тисяч тон сечовини на рік (при цьому продуктивність по аміаку зросла до 570 тон на добу). 
В подальшому завод потрапив у важке фінансове становище і в 1990-му його зупинили.
В середині 2010-х на тлі зростання потреби у добривах уряд Індії вирішив реанімувати кілька закритих виробничих майданчиків із використанням сучасних технологій. Для цього створили компанію Hindustan Urvarak and Rasayan Limited (HURL), учасниками якої стали нафтогазовидобувна Indian Oil Corporation, вуглевидобувна Coal India Limited, електроенергетична NTPC (по 29,67%), а також виробники добрив Fertilizer Corporation of India (володіла майданчиком у Горкхпурі з моменту його заснування) та Hindustan Fertilizer Corporation.
Наприкінці 2021-го відбувся запуск нового заводу у Горкхпурі, який споживає природний газ (надходить по відгалуженню від трубопроводу Фулпур – Халдія) та може щодоби випускати 2200 тон аміаку та 3800 тон сечовини.